# Мартюшино (Московская область)
Мартюшино — деревня в городском округе Истра Московской области России. До 2017 года входила в состав сельского поселения Бужаровское Истринского района. Находится примерно в 12 км на северо-запад от Истры, высота над уровнем моря — 199 м. Зарегистрировано пять садоводческих товариществ.

## Население
| 2002 | 2006 | 2010 |
| ---- | ---- | ---- |
| 20   | ↘1   | ↗10  |